# Bioparque Amazônia
O Bioparque Amazônia, também chamado de Crocodilo Safari Zoo, é um antigo parque privado brasileiro licenciado pelo Ibama como zoológico classe C, localizado na cidade paraense de Belém (Pará), com tamanho aproximadamente de 80 hectares, criado em 1989 por médico Jorge Arthur Aarão Monteiro. Com turismo contemplativo de animais silvestres, ecoturismo, pesquisa e educação ambiental.
Localizado no bairro do Tenoné em Belém, há cerca de 15 km do centro de Belém (Pará), com acesso via terrestre pela rodovia Augusto Montenegro ou fluvial através do rio Maracacuera.

## Atrações e pacotes
O Bioparque possui características do bioma amazônico, com fauna e flora nativas e com grandes variedade de espécies distribuídos em aproximadamente 80 hectares, além de possuir museus, horto, trilhas, e outros descritos a seguir:
- Trilhas: possui cerca de 14 quilômetros de trilhas, em uma área composta de quatro ecossistemas interligados em uma área de 80 hectares (manguezal, várzea alta, baixa e terra firme).[2] Cercado de florestas e igarapés, típica paisagem amazônica com sua fauna e flora, onde ocorrem pesquisas e educação ambiental;
- Zoológico: exposição de 50 mil animais silvestres,[6] com a reprodução em cativeiro de alguns animais, como por exemplos: macacos, jacarés-açu, antas, tamanduás-bandeira, jacurarus;
- Herbário: cultivo de plantas medicinais, aromáticas e árvores frutíferas típicas da região,[6] com destaque para a Mangueira (Mangífera Indica) e o Açaizeiro (Euterpe oleracea);[2]
- Serpentário: exposição de cobras peçonhentas e não-peçonhentas, algumas ameaçadas de extinção como a Surucucú;
- Porto: sob o rio Maguari, com passeios por rios até a Estação das Docas;
- Museu: de Malacologia e Paleontologia, onde os visitantes podem conferir uma coleção de três mil peças de fósseis e dez mil conchas marinhas e moluscos,[6] coletados em todos os continentes e,[4][6] pinturas com motivos do caboclo amazônico;
- Lago do Cisne: local de repouso de marrecos e outras aves;
- Jardim Fábrica Palmeira: área de botânica com flora diversificada.

O custo total da atração incluindo o museu para uma família de quatro indivíduos, sendo dois adultos e duas crianças é de aproximadamente R$ 150,00. O Bioparque também disponibiliza um guia durante o passeio que dura aproximadamente três horas e pode ser feito de carro dentro do zoológico. 